# 효단문황후
효단문황후(孝端文皇后, 만주어: ᡥᡳᠶᠣᠣᡧᡠᠩᡤᠠ
ᡩᠣᡵᠣᠩᡤᠣ
ᡤᡝᠩᡤᡳᠶᡝᠨ
ᡧᡠ
ᡥᡡᠸᠠᠩᡥᡝᠣ 히유슝가 도롱고 겅기연 슈 후왕허오 명(明) 만력(萬曆) 27년 4월 19일(1599년 5월 13일) ~ 순치(順治) 6년 4월 16일(1649년 5월 27일))은 홍타이지의 정후이다. 이름은 보르지기트 저르저르(만주어: ᠪᠣᡵᠵᡳᡤᡳᡨ
ᠵᡝᡵᠵᡝᡵ, 한국 한자: 博爾濟吉特 哲哲 박이제길특 철철)이다.

## 생애
1614년 5월 28일 홍타이지와 가례를 올렸고, 1636년에 황후로 책봉이 되었다. 그리고 훗날 홍타이지는 효단문황후의 조카인 포목포태(후의 효장문황후, 1625년 결혼)와 해란주(민혜공화원비, 1634년 결혼)와도 결혼을 하였다. 슬하에 3녀를 두었으며 홍타이지 사후 '모후황태후'(母后皇太后)에 봉해졌으며 나중에 '성모황태후'(聖母皇太后)에 봉해지게 된다. 순치 6년에 50세의 나이로 사망하게 된다.

## 시호
사후에 효단정경인의장민보천협성문황후(孝端正敬仁懿莊敏輔天協聖文皇后)를 올렸고, 1722년에는 철순(哲順), 1735년에는 자희(慈僖)를 올렸다. 최종 시호는 효단정경인의철순자희장민보천협성문황후(孝端正敬仁懿哲順慈僖莊敏輔天協聖文皇后)이다.

## 가족관계
- 아버지 : 과이심패륵 화석복친왕 망고사(科爾沁貝勒 和碩福親王 莽古思)
- 어머니 : 화석복비(和碩福妃)
  - 남동생 : 과이심패륵 화석충친왕 채상(科爾沁貝勒 和碩忠親王 寨桑)
    - 조카딸 : 민혜공화원비 박이제길특씨(敏惠恭和元妃 博尔济吉特氏, 1609 - 1641)
      - 조카손자 : 숭덕제의 8남. 1세에 요절(1637 - 1638)

    - 조카딸 : 효장문황후 박이제길특씨(孝莊文皇后 博爾濟吉特氏, 1613 - 1688)
      - 조카손녀 : 고륜옹목공주(固倫雍穆公主, 1629 - 1678)
      - 조카손녀 : 고륜숙혜공주(固倫淑慧公主, 1632 - 1700)
      - 조카손녀 : 고륜단헌공주(固倫端獻公主, 1633 - 1648)
      - 조카손자 : 세조 순치장황제(世祖 順治章皇帝, 1638 - 1661 재위 1643 - 1661)
- 남편 : 청나라 제2대 황제 숭덕제(崇德帝, 1592 - 1643, 재위 1627 - 1643)
  - 차녀 : 고륜온장공주(固倫溫莊公主, 1625 - 1663)
    - 사위 : 찰합이부 박이제길특 액철(察哈爾部 博爾濟吉特 額哲, ? - 1641)
    - 사위 : 찰합이부 박이제길특 아포(察哈爾部 博爾濟吉特 阿布奈, 1635 - ?)
      - 손자 : 찰합이부 화석친왕 포이니(察哈爾部 和碩親王 布爾尼)
      - 손자 : 나포장(羅布藏)

  - 3녀 : 고륜정단공주(固倫靖端公主, 1628 - 1686)
    - 사위 : 과이심부 박이제길특 기탑특(果爾沁部 博爾濟吉特 奇塔特, ? - 1651)

  - 8녀 : 고륜단정공주(固倫端貞公主, 1634 - 1692)
    - 사위 : 박이제길특 파아사호랑(博爾濟吉特 巴雅思祜朗, ? - 1673)

| 전임 효자고황후 | 청나라의 황후 1636년 9월 11일 ~ 1643년 10월 8일 | 후임 효장문황후 |

| 전임 - | 청나라의 황태후 1643년 10월 8일 ~ 1649년 5월 17일 | 후임 효장문황후 |

## 같이 보기
- 입팔분공